# Галкинське сільське поселення (Хабаровський район)
Га́лкинське сільське поселення (рос. Галкинское сельское поселение) — сільське поселення у складі Хабаровського району Хабаровського краю Росії.
Адміністративний центр — село Галкино.

## Населення
Населення сільського поселення становить 1871 особа (2019; 2166 у 2010, 1930 у 2002).

## Склад
До складу сільського поселення входять:
| Населений пункт      | Населення, осіб (2002) | Населення, осіб (2010) |
| -------------------- | ---------------------- | ---------------------- |
| Галкино, село        | 1326                   | 1599                   |
| Константиновка, село | 409                    | 382                    |
| Свічино, село        | 49                     | 43                     |
| Смирновка, село      | 146                    | 142                    |